# Helminthostachys
Genre
Helminthostachys est une fougère appartenant à la famille des Ophioglossaceae. 
Ce genre comprend une seule espèce : 
- Helminthostachys zeylanica (L.) Hook.